# Party in the U.S.A.
"Party in the U.S.A." är en sång framförd av den amerikanska sångerskan Miley Cyrus. Sången skrevs av Dr. Luke, Claude Kelly och Jessie J, och producerades av Dr. Luke. Den släpptes den 11 augusti 2009 av Hollywood Records som den ledande singeln från Cyrus' första EP The Time of Our Lives. Sången skrevs ursprungligen inte för Cyrus, men när hon väl fick låten ändrade låtskrivarna sångtexten för att den skulle stämma in på hennes personlighet. Sången innehåller element av R&B och pop, medan texten beskriver Cyrus' flytt från Nashville, Tennessee till Hollywood, Kalifornien.
Låten blev en kommersiell framgång och nådde en topp tio-placering i åtta länder. I USA nådde låten topplaceringen #2 på Billboard Hot 100 och blev därmed Cyrus då bästa placerade singel på listorna, och sjätte bäst säljande digitala singeln under 2009. Den anses också vara bland de snabbaste bästsäljande singlarna i USA, samt den bästsäljande singeln hittills från Hollywood Records, med 4,5 miljoner sålda exemplar från och med april 2011. Singeln belönades med trippel platina av RIAA och fyrdubbel platina av CRIA. 
Musikvideon till "Party in the U.S.A." regisserades av Chris Applebaum, och är en hyllning till filmen Grease samt Cyrus' föräldrars uppvaktningsdagar. Videon utspelar sig främst vid en drive-in-biograf. Vid 2010 års upplaga av den kanadensiska musikgalan MuchMusic Video Award vann videon i kategorin "Best International Artist Video".

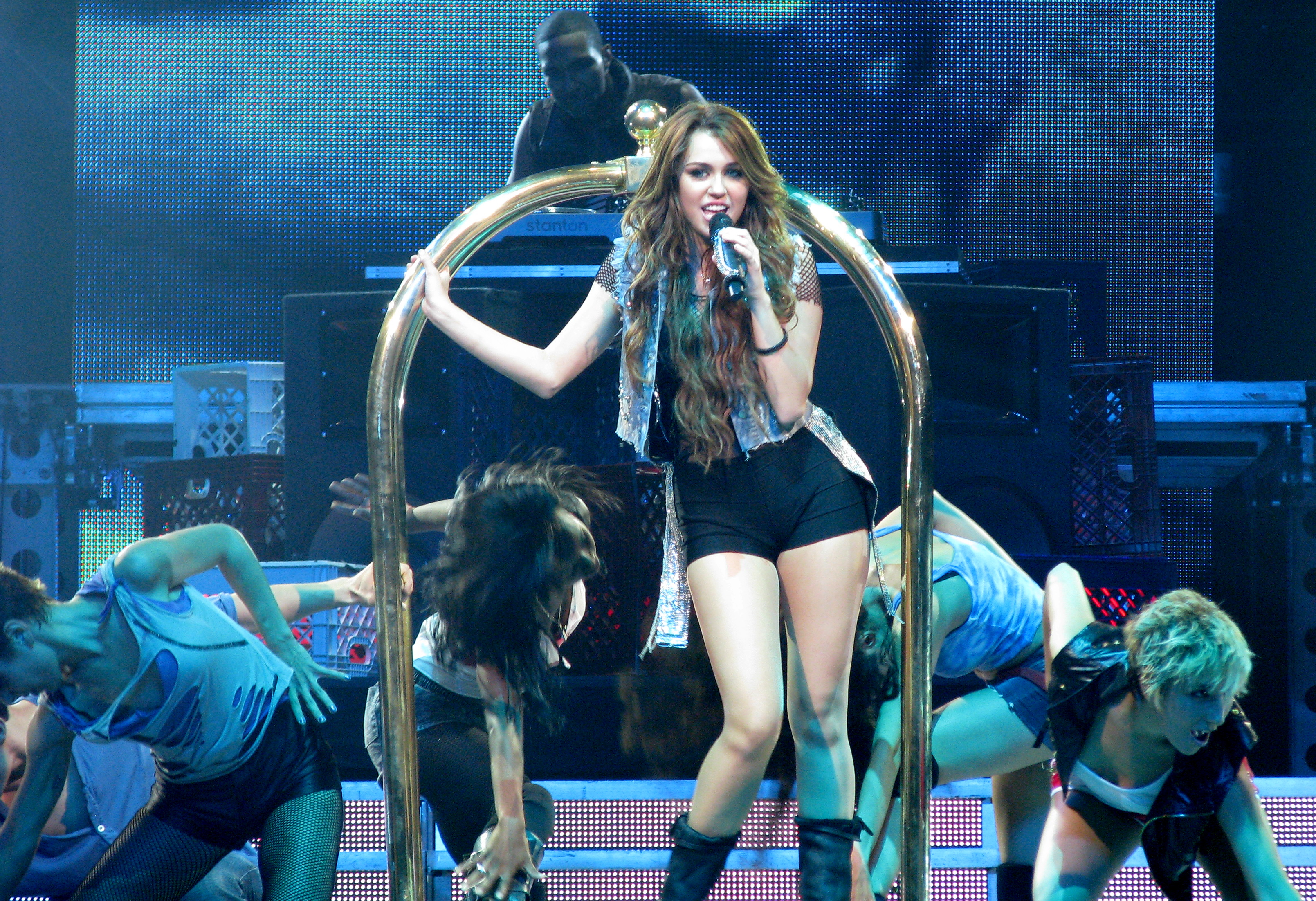
Cyrus sjunger "Party in the U.S.A." live vid hennes Wonder World Tour 2009.

## Liveframträdanden
"Party In The U.S.A." framfördes live vid Cyrus' två världsturnéer, Wonder World Tour (2009) och Gypsy Heart Tour (2011). 
När Cyrus uppträdde med sången vid 2009 års upplaga av Teen Choice Awards uppstod kalabalik i media efter att hon dansat med en stång på en glassvagn. Framträdandet fick kritik och när galan sändes på TV dagen efter så hade de klippt bort Cyrus dansande vid stången.

## Låtlista
| - Digital Download 1. "Party in the U.S.A." (Album Version) – 3:22 - EU / JP 2-Track CD Single / Digital Download 1. "Party in the U.S.A." (Album Version) – 3:22 2. "Party in the U.S.A." (Wideboys Full Club Remix) – 5:24 - AUS / EU Digital EP 1. "Party in the U.S.A." (Album Version) – 3:22 2. "Party in the U.S.A." (Wideboys Full Club Remix) – 5:24 3. "Party in the U.S.A." (Cahill Club Remix) – 5:45 | - US Digital Download / AUS Remix Maxi-CD Single 1. "Party In the U.S.A." (Cahill Remix) – 3:08 2. "Party In the U.S.A." (Cosmo Remix) – 3:22 3. "Party In the U.S.A." (JWeezy Remix) – 3:11 4. "Party In the U.S.A." (Wideboys Remix) – 3:11 5. "Party In the U.S.A." (JWeezy Urban Fix) – 3:24 |

## Topplistor och certifieringar
| Lista (2009)                      | Topplacering |
| --------------------------------- | ------------ |
| Australien (ARIA Charts)          | 6            |
| Belgien (Flandern)                | 39           |
| Belgien (Vallonien)               | 18           |
| Danmark (Tracklisten)             | 23           |
| Europa (European Hot 100)         | 17           |
| Frankrike (SNEP)                  | 6            |
| Irland (IRMA)                     | 5            |
| Japan (Japan Hot 100)             | 4            |
| Kanada (Canadian Hot 100)         | 3            |
| Norge (VG-lista)                  | 12           |
| Nya Zeeland (RIANZ)               | 3            |
| Schweiz (Swiss Music Charts)      | 41           |
| Slovakien (IFPI)                  | 27           |
| Spanien (PROMUSICAE               | 32           |
| Storbritannien (UK Singles Chart) | 11           |
| Sverige (Sverigetopplistan)       | 22           |
| Tjeckien (IFPI)                   | 21           |
| Ungern (Mahasz)                   | 6            |
| USA (Adult Top 40)                | 13           |
| USA (Billboard Hot 100)           | 2            |
| USA (Pop Songs)                   | 1            |
| Österrike (Ö3 Austria Top 40)     | 30           |

| Lista (2009)   | Position |
| -------------- | -------- |
| Australien     | 37       |
| Kanada         | 33       |
| Nya Zeeland    | 17       |
| Storbritannien | 154      |
| Ungern         | 124      |
| U.S.A.         | 29       |
| Lista (2010)   | Position |
| Australien     | 95       |
| Europa         | 78       |
| Ungern         | 59       |
| U.S.A.         | 67       |

| Land        | Certifiering |
| ----------- | ------------ |
| Australien  | 2× Platina   |
| Kanada      | 4× Platina   |
| Nya Zeeland | Platina      |
| USA         | 3× Platina   |